# Focus (magazine)
Pour les articles homonymes, voir Focus.
Focus est un des grands magazines hebdomadaires allemand.
Bien que récent, ce magazine est devenu en quelques années un concurrent sérieux du Spiegel.

## Ligne éditoriale
Focus présente une maquette moderne avec des articles courts et d'accès facile. Respectant à la lettre son slogan « Fakten, Fakten, Fakten » (« Des faits, des faits, des faits ») il propose peu d'éditoriaux et d'analyse, mais principalement des relations de faits et des interviews.

## Historique
Créé par le groupe de presse Burda, le premier numéro de Focus parait le 18 janvier 1993. Le magazine est alors pensé d'après des règles marketing afin d'atteindre le cœur de cible que représentent pour le magazine les jeunes cadres pressés allemands. Il est maintenant devenu le dauphin de l'intellectuel Spiegel. Il est néanmoins classé dans le camp « néo-conservateur ».

## Focusspécialisés
Il existe Focus Money (sur la finance), Focus Schule (sur l'école et l'éducation) et Focus Gesundheit (sur la santé). 